# Autonomní oblasti v Číně
Autonomní oblast (čínsky v českém přepisu c’-č’-čchü, pchin-jinem zìzhìqū, znaky zjednodušené 自治区, tradiční 自治區) je správní jednotka v Čínské lidové republice. V systému členění Čínské lidové republiky patří mezi správní jednotky první (neboli provinční) úrovně, vedle provincií, přímo spravovaných měst a zvláštních správních oblastí. Autonomní oblast má ve srovnání s provincií více práv. Jsou zřízeny v oblastech Čínské lidové republiky osídlených menšinovými národy.
V Čínské lidové republice existuje pět autonomních oblastí – Sin-ťiang, Vnitřní Mongolsko, Ning-sia, Kuang-si a Tibet.
| Název                               | Mapa              | Titulní národ | Podíl na obyvatelstvu (v %) | Podíl na obyvatelstvu (v %) | Počet obyvatel | Hustota osídlení (obyvatel na km²) | Rozloha (km²) | Hlavní město |
| Název                               | Mapa              | Titulní národ | titulního národa            | Chanů                       | Počet obyvatel | Hustota osídlení (obyvatel na km²) | Rozloha (km²) | Hlavní město |
| ----------------------------------- | ----------------- | ------------- | --------------------------- | --------------------------- | -------------- | ---------------------------------- | ------------- | ------------ |
| Ujgurská autonomní oblast Sin-ťiang | Sin-ťiang         | Ujgurové      | 45,6                        | 40,6                        | 21 813 334     | 13,1                               | 1 660 000     | Urumči       |
| Autonomní oblast Vnitřní Mongolsko  | Vnitřní Mongolsko | Mongolové     | 16,7                        | 78,9                        | 24 706 321     | 20,9                               | 1 180 000     | Chöch chot   |
| Tibetská autonomní oblast           | Tibet             | Tibeťané      | 92,2                        | 5,9                         | 3 002 166      | 2,5                                | 1 220 000     | Lhasa        |
| Chuejská autonomní oblast Ning-sia  | Ning-sia          | Chuejové      | 65,5                        | 33,9                        | 6 301 350      | 94,9                               | 66 400        | Jin-čchuan   |
| Čuangská autonomní oblast Kuang-si  | Kuang-si          | Čuangové      | 31,7                        | 63,0                        | 46 026 629     | 194,5                              | 236 700       | Nan-ning     |